# Biserica romano-catolică din Hătuica

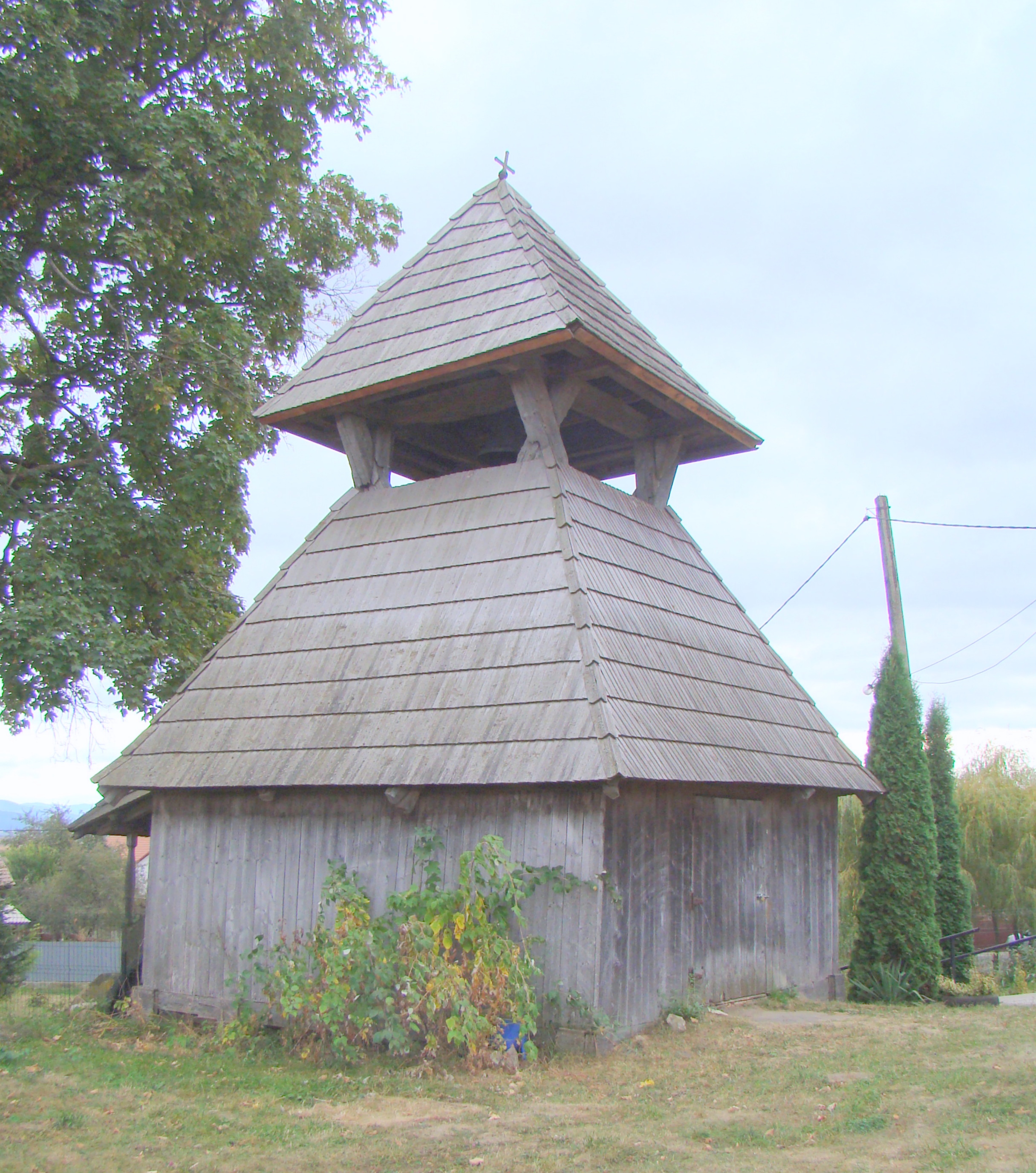
Clopotnița de lemn

Biserica romano-catolică din Hătuica este un ansamblu de monumente istorice aflat pe teritoriul satului Hătuica; comuna Catalina. În Repertoriul Arheologic Național, monumentul apare cu codul 64158.02.
Ansamblul este format din două monumente:
- Biserica romano-catolică „A Tuturor Sfinților” (cod LMI CV-II-m-B-13222.01)
- Clopotniță de lemn (cod LMI CV-II-m-B-13222.02)

## Localitatea
Hătuica (maghiară Hatolyka sau Katolyka) este un sat în comuna Catalina din județul Covasna, Transilvania, România. Se află în partea de est a județului, în Depresiunea Târgu Secuiesc, pe malul drept al Râului Negru. Prima atestare documentară este din anul 1332, sub numele de Hotolka.

## Biserica
Populația catolică medievală și-a păstrat credința și după Reforma protestantă și continuă să fie catolică și în prezent. Biserica a fost construită în 1650, iar turnul-clopotniță din lemn a fost finalizat în 1668. A fost renovată în 2016.

## Imagini din exterior

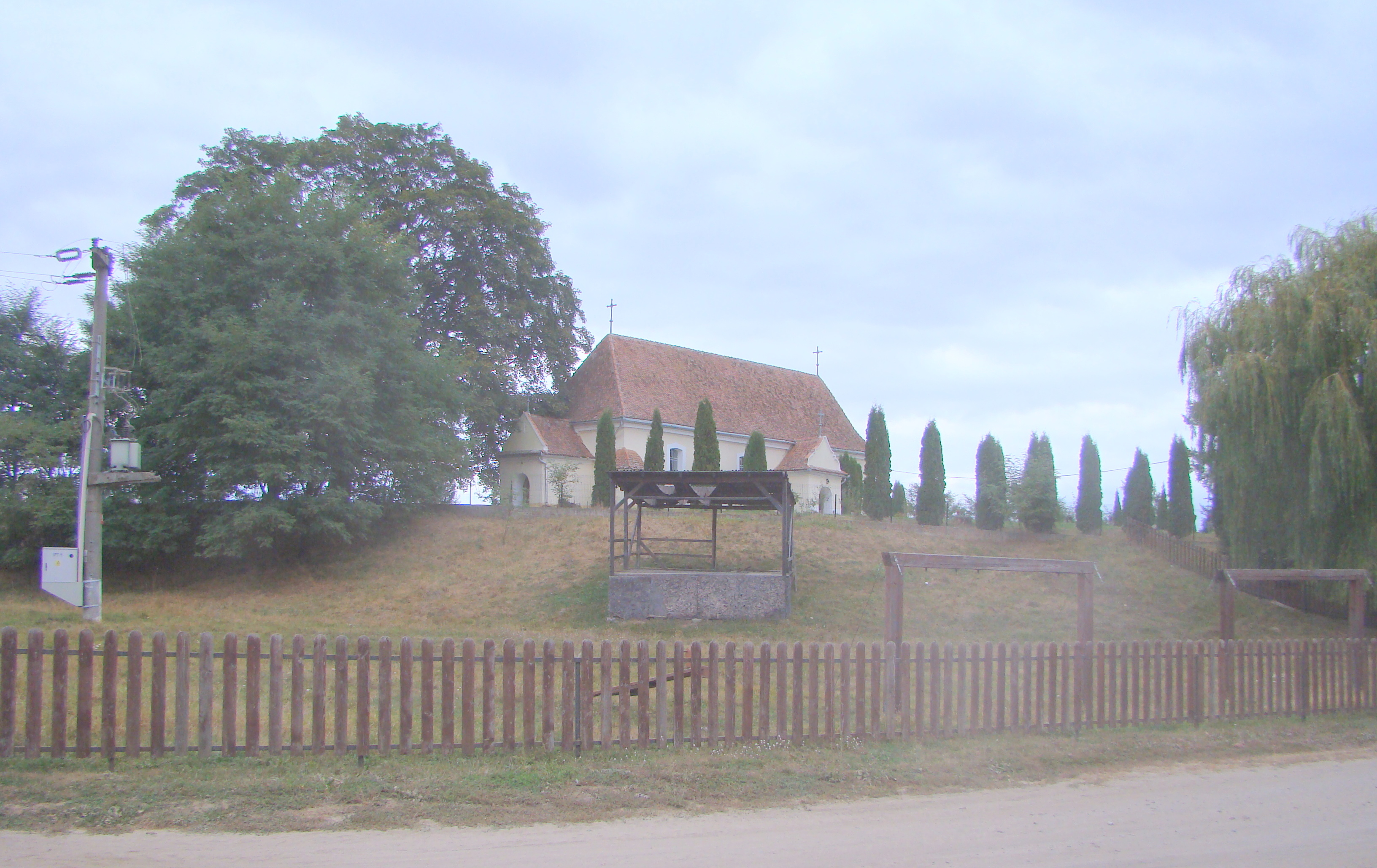
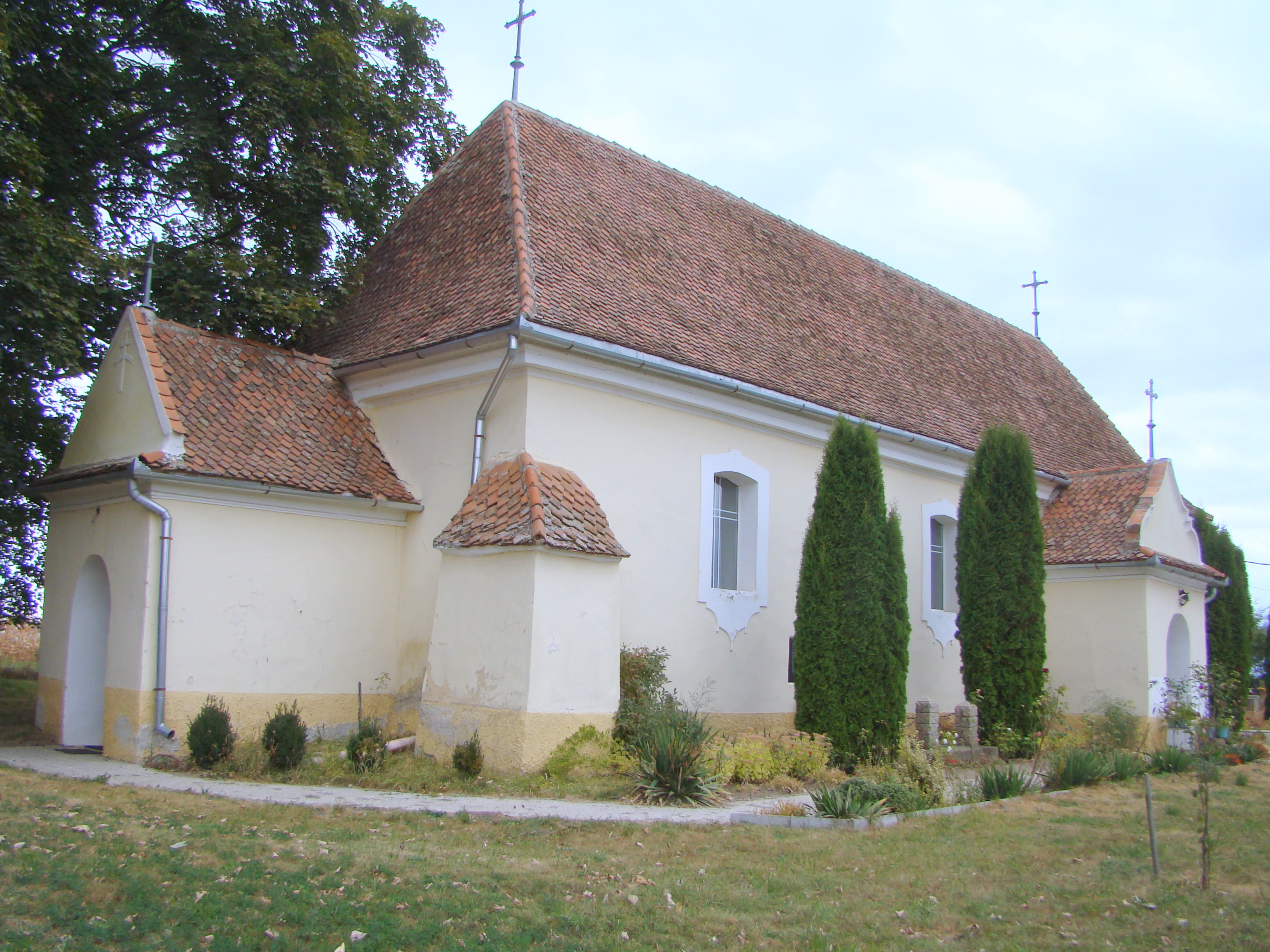
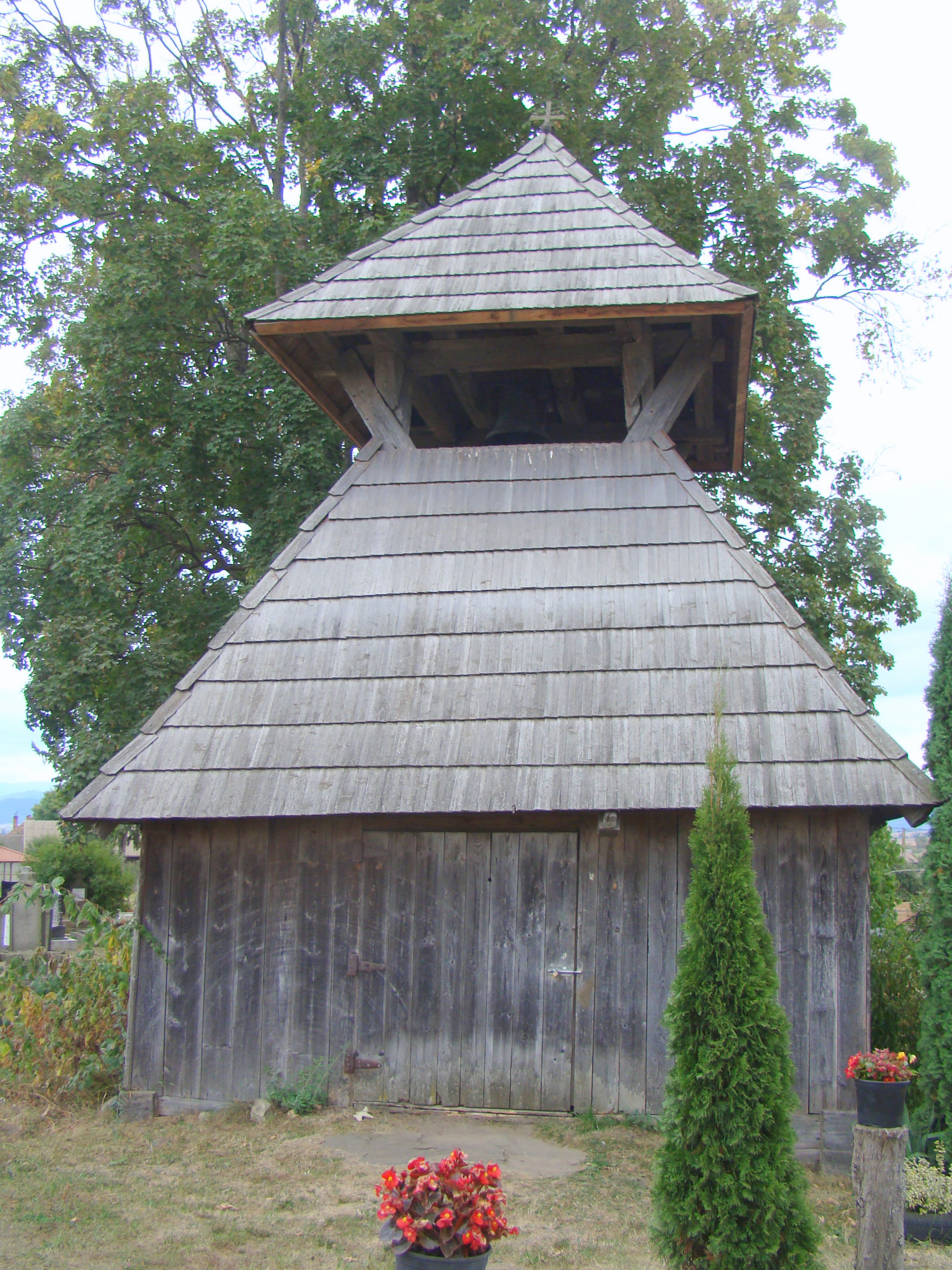
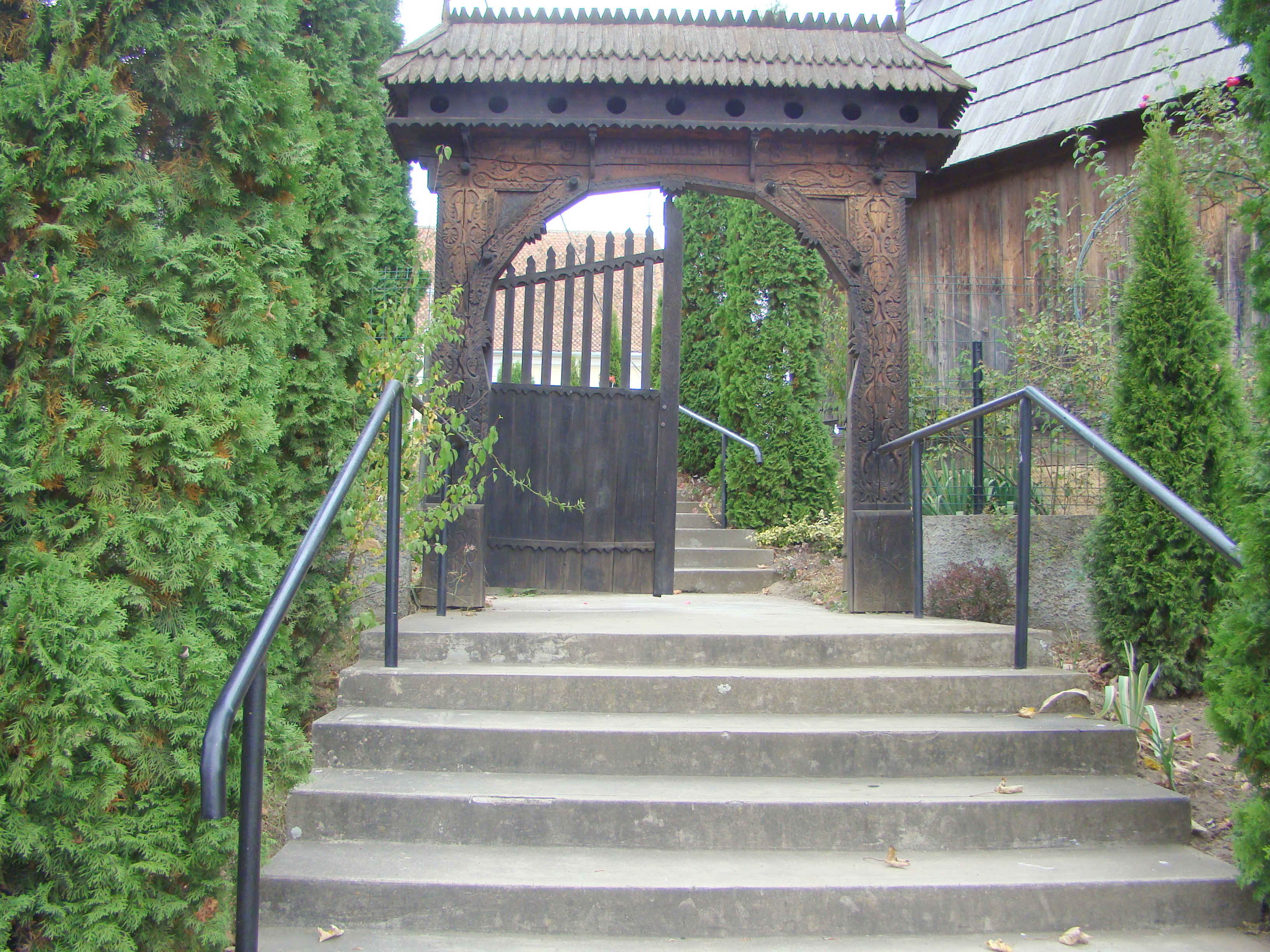
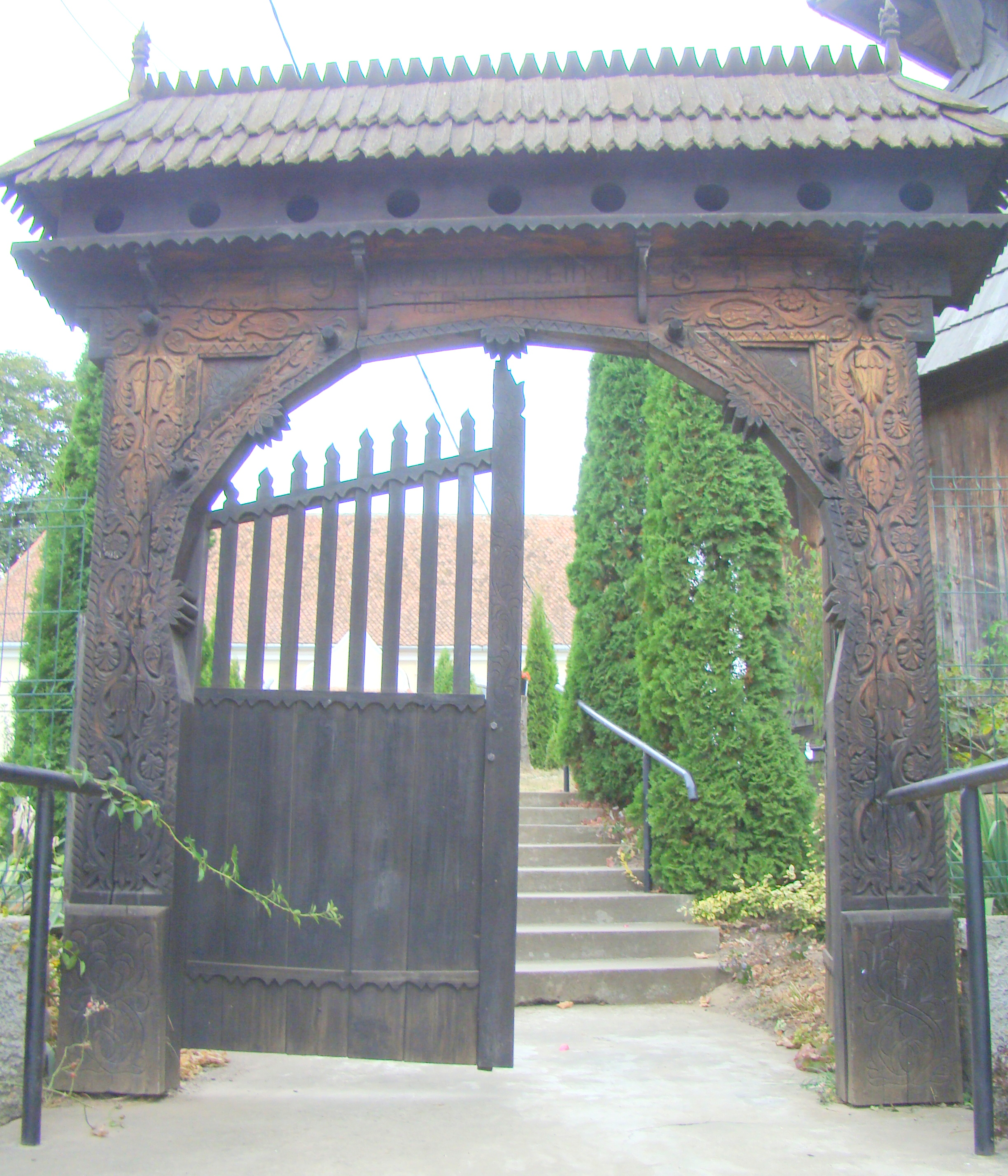
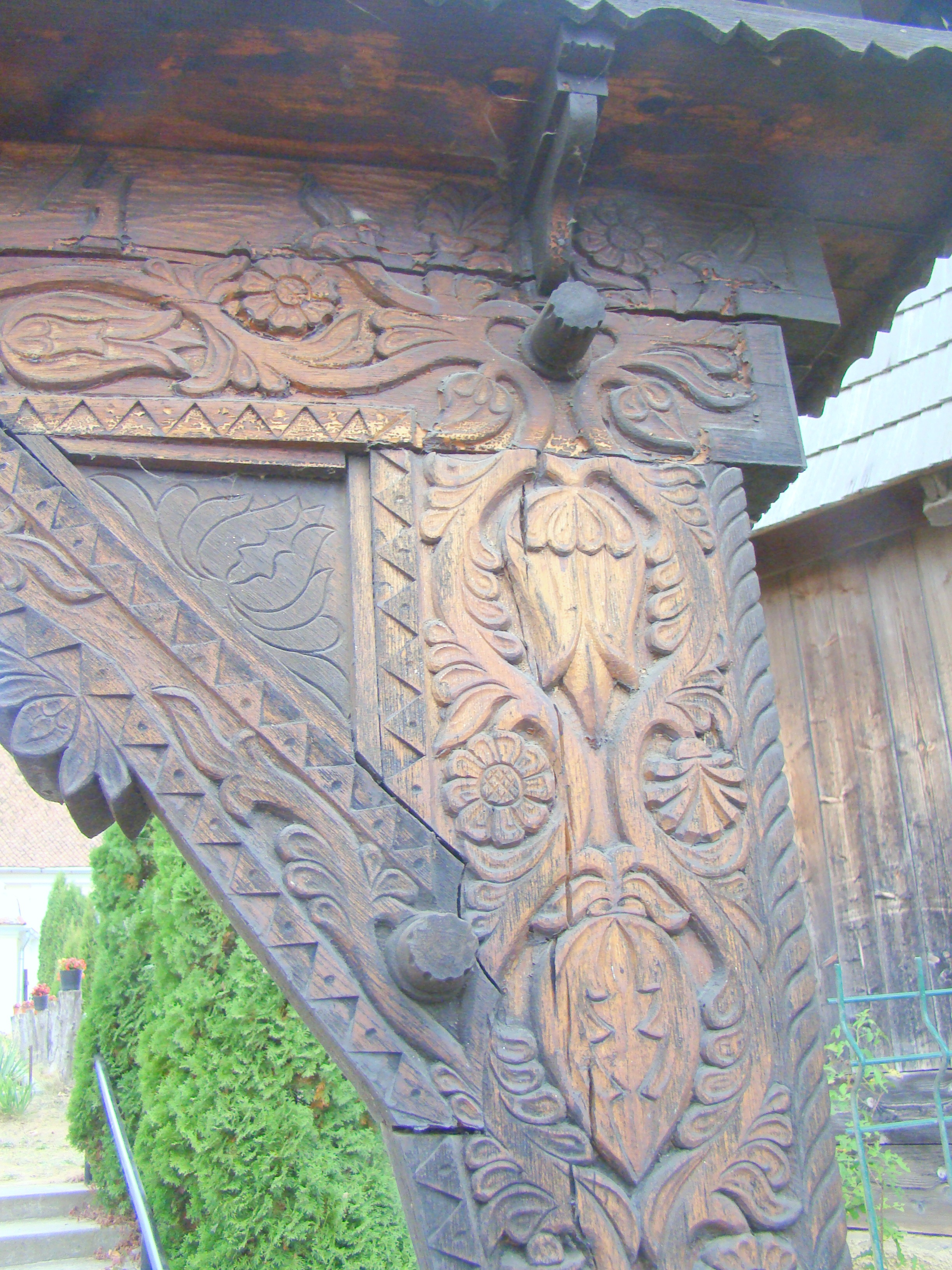
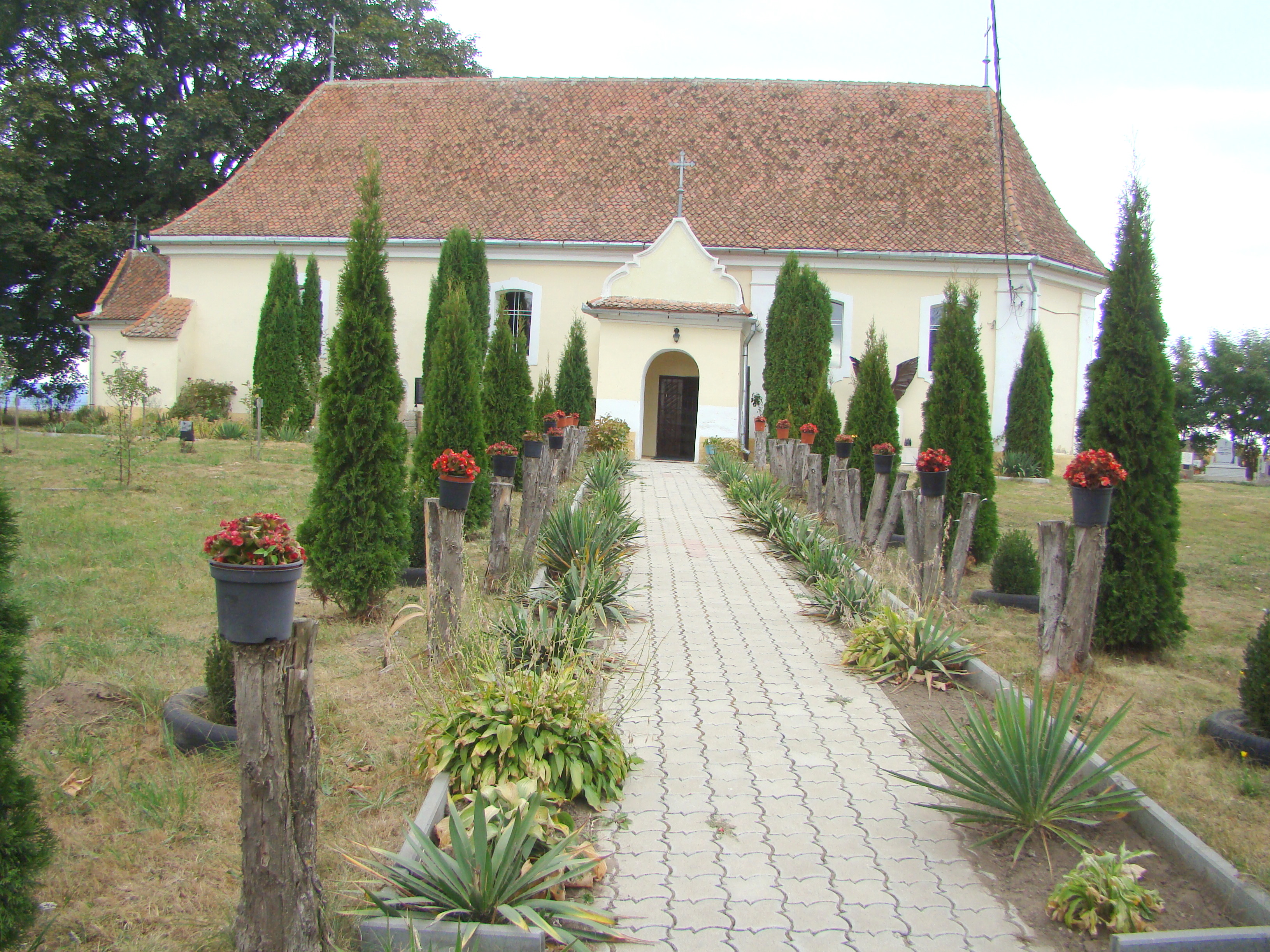
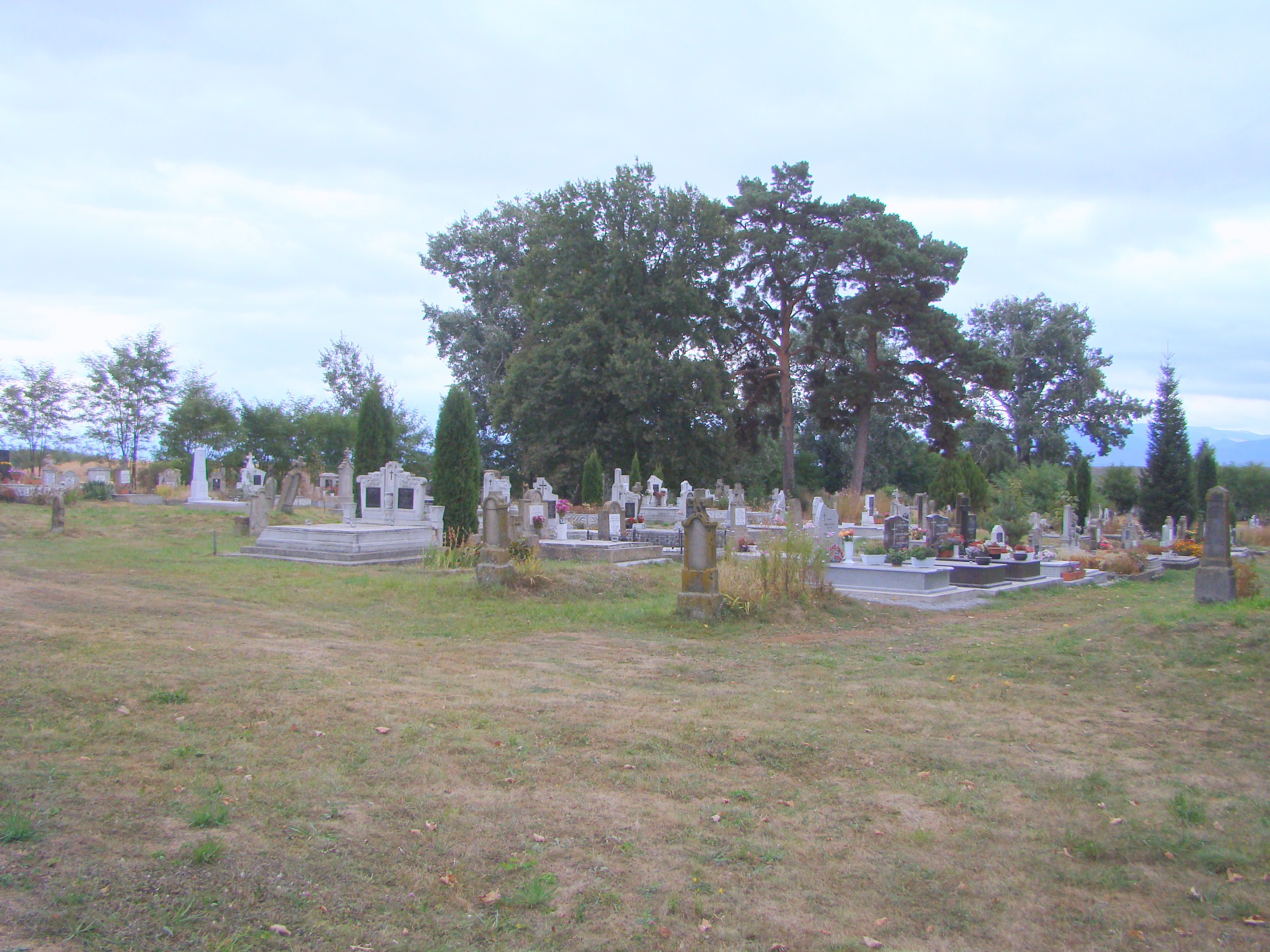
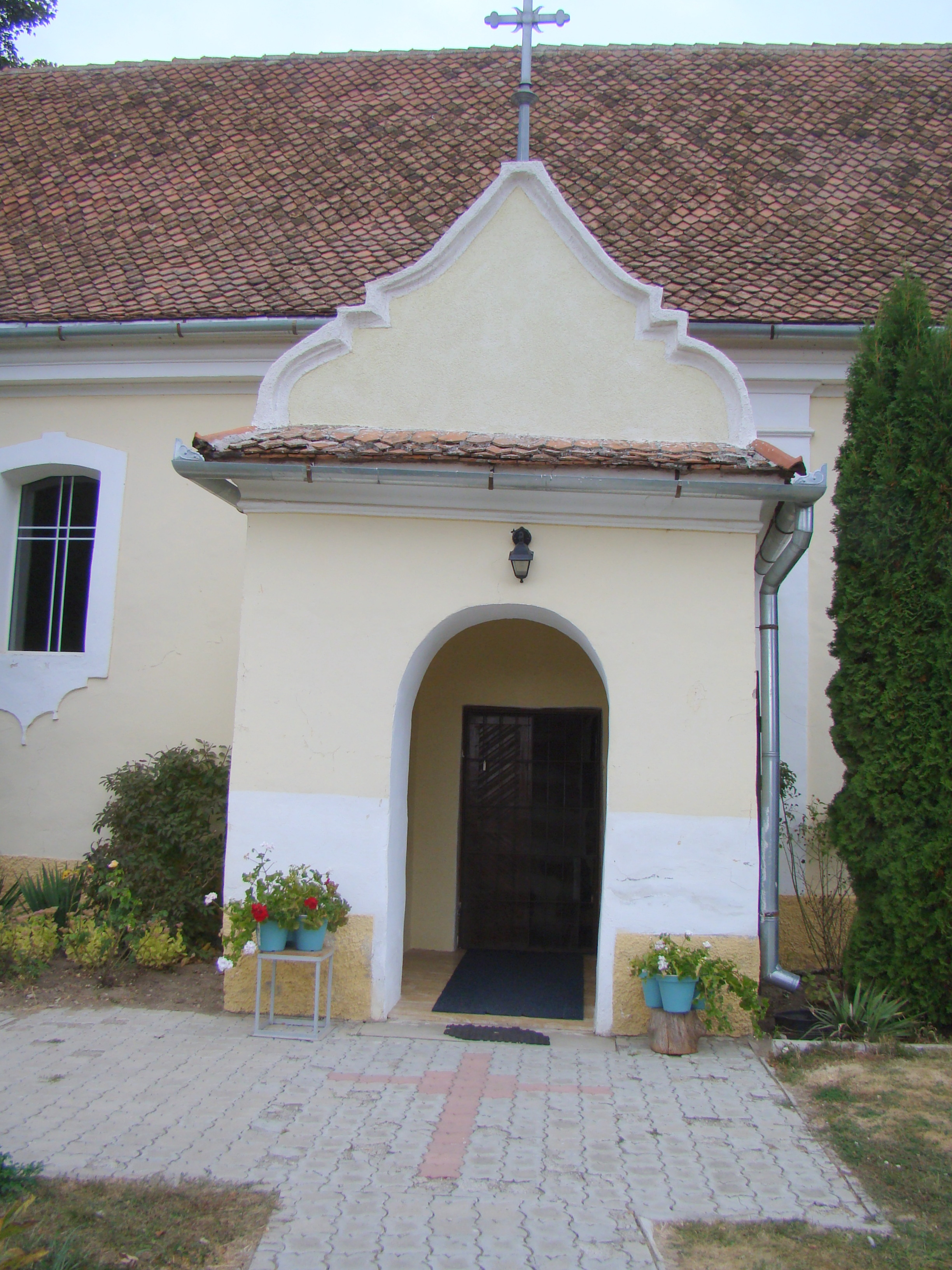
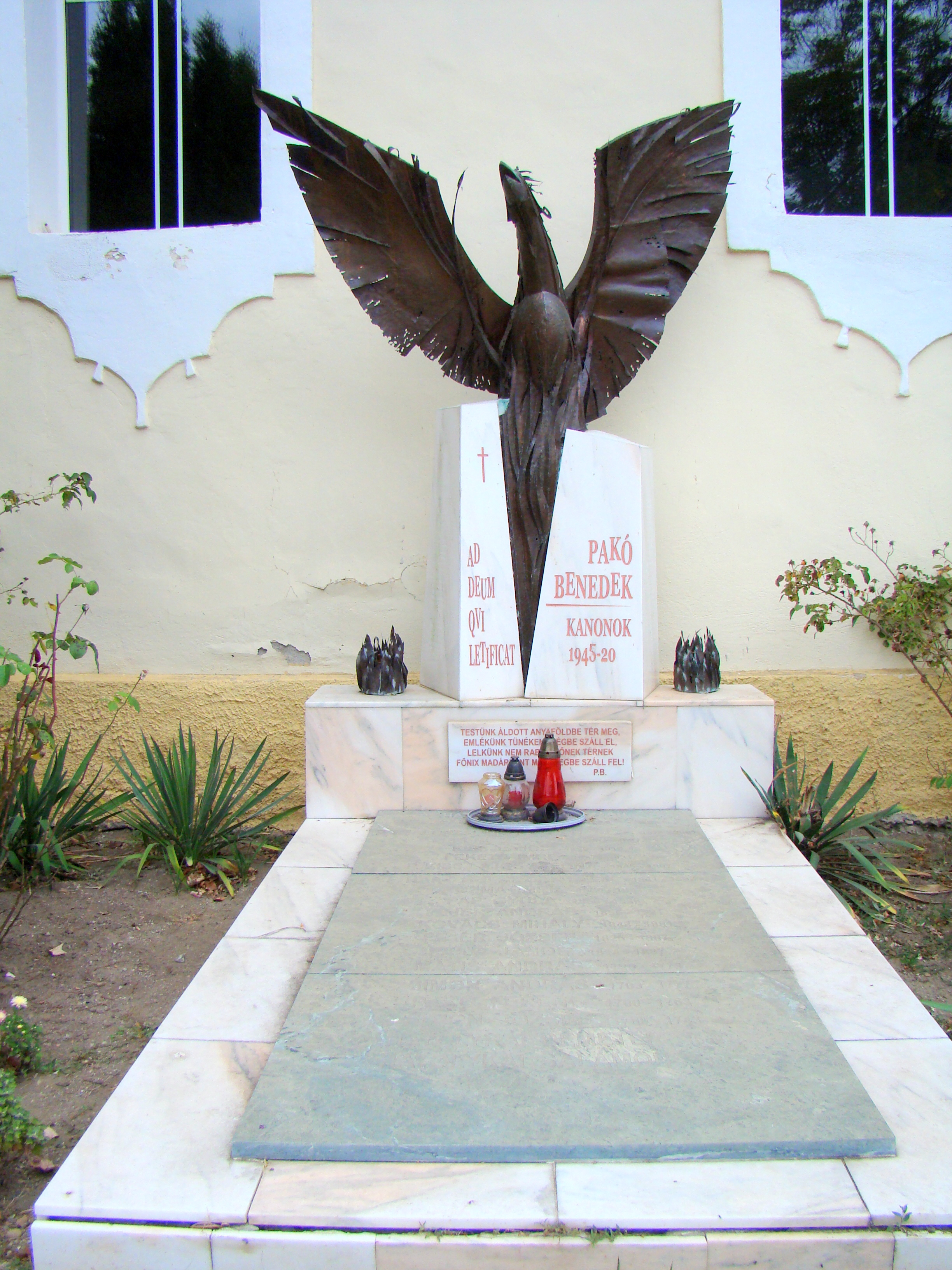
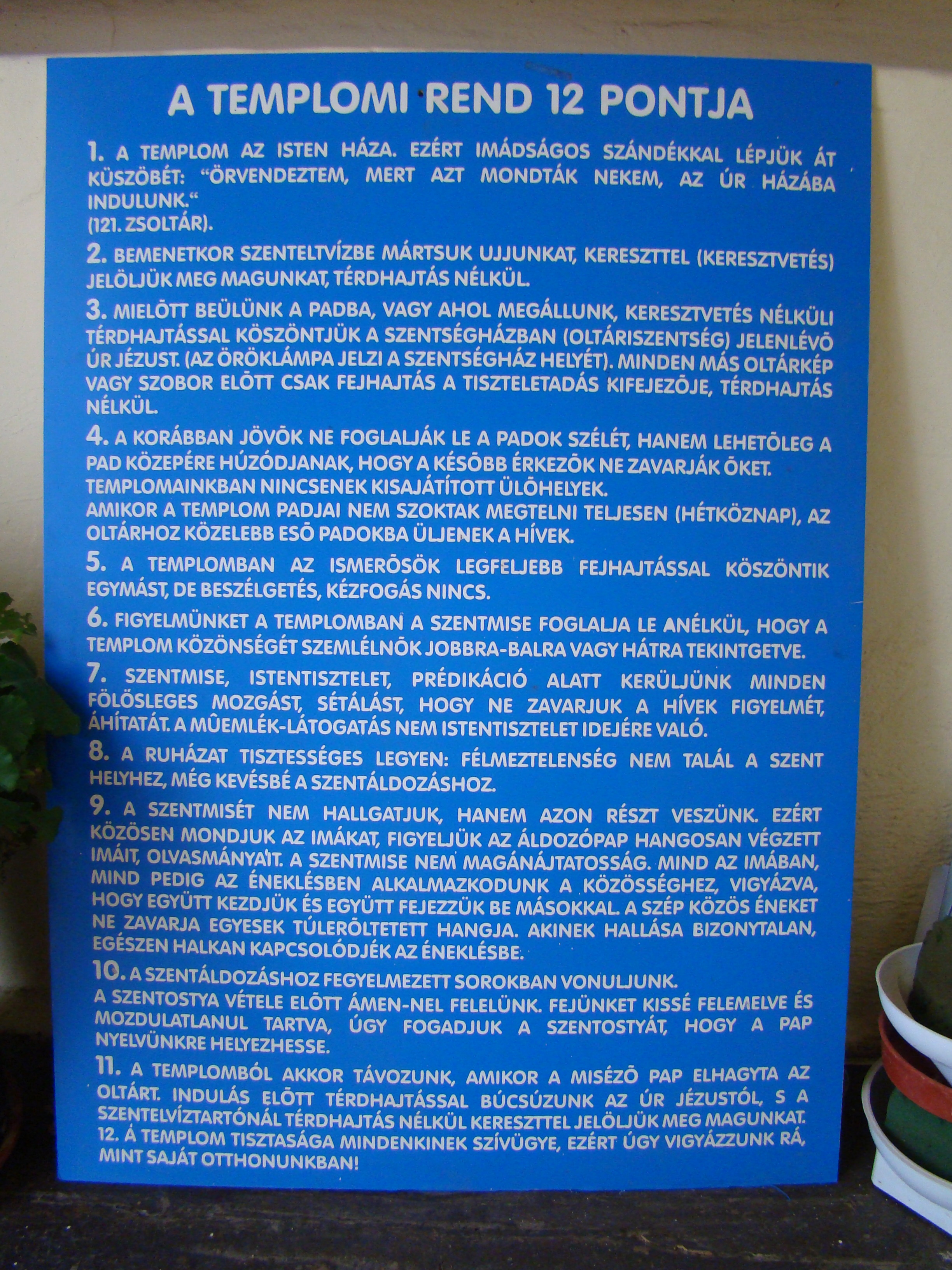
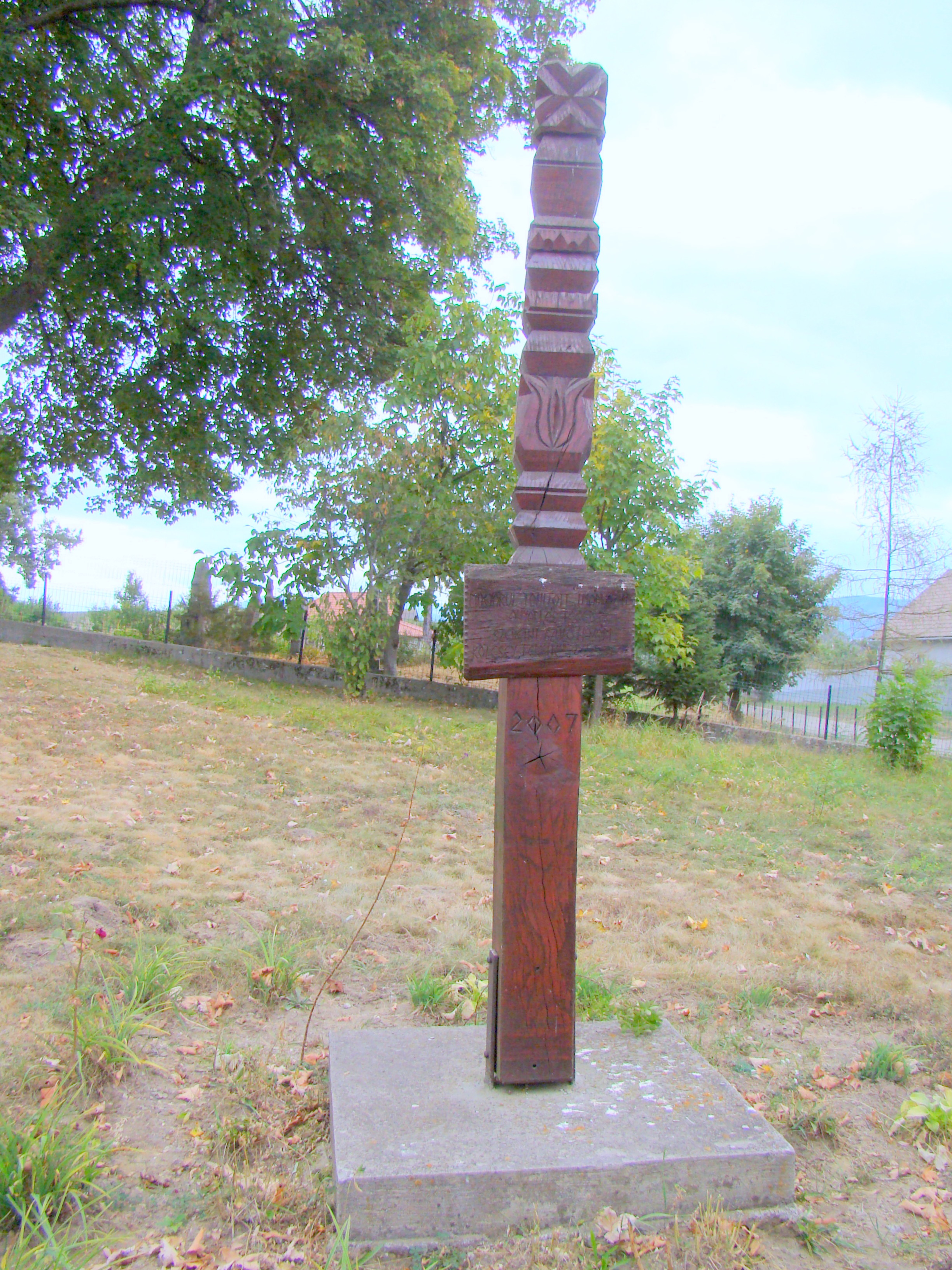
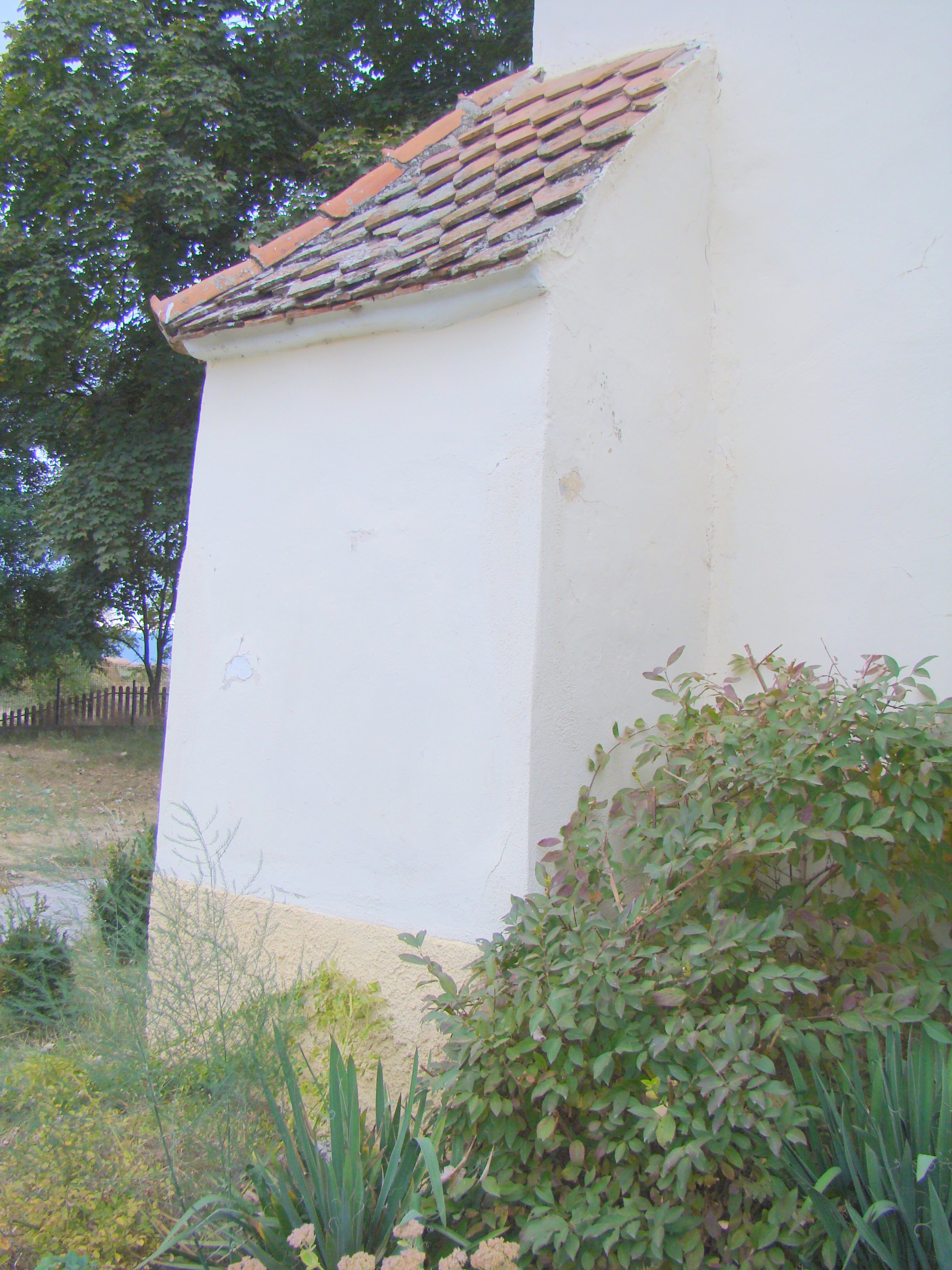
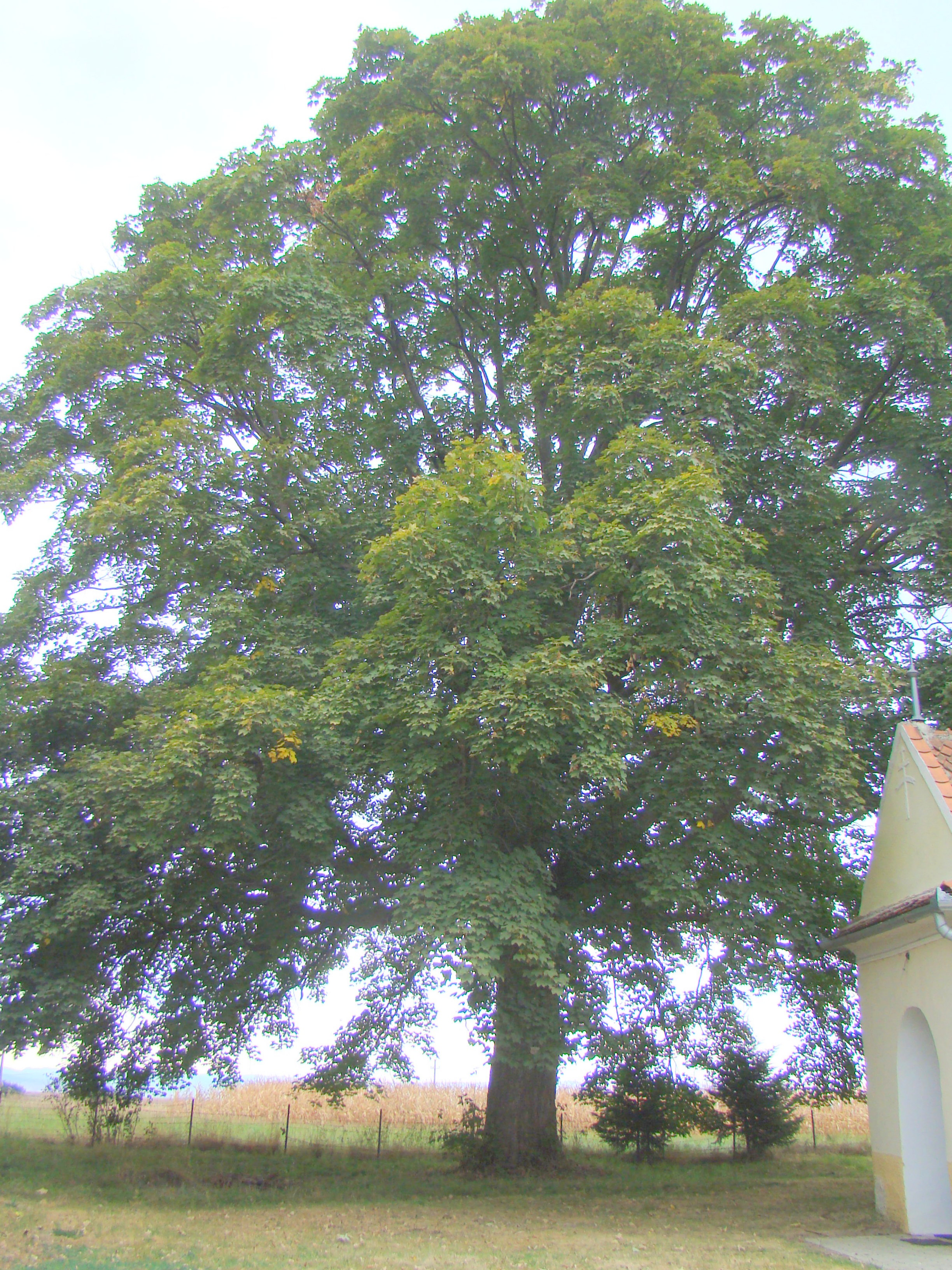
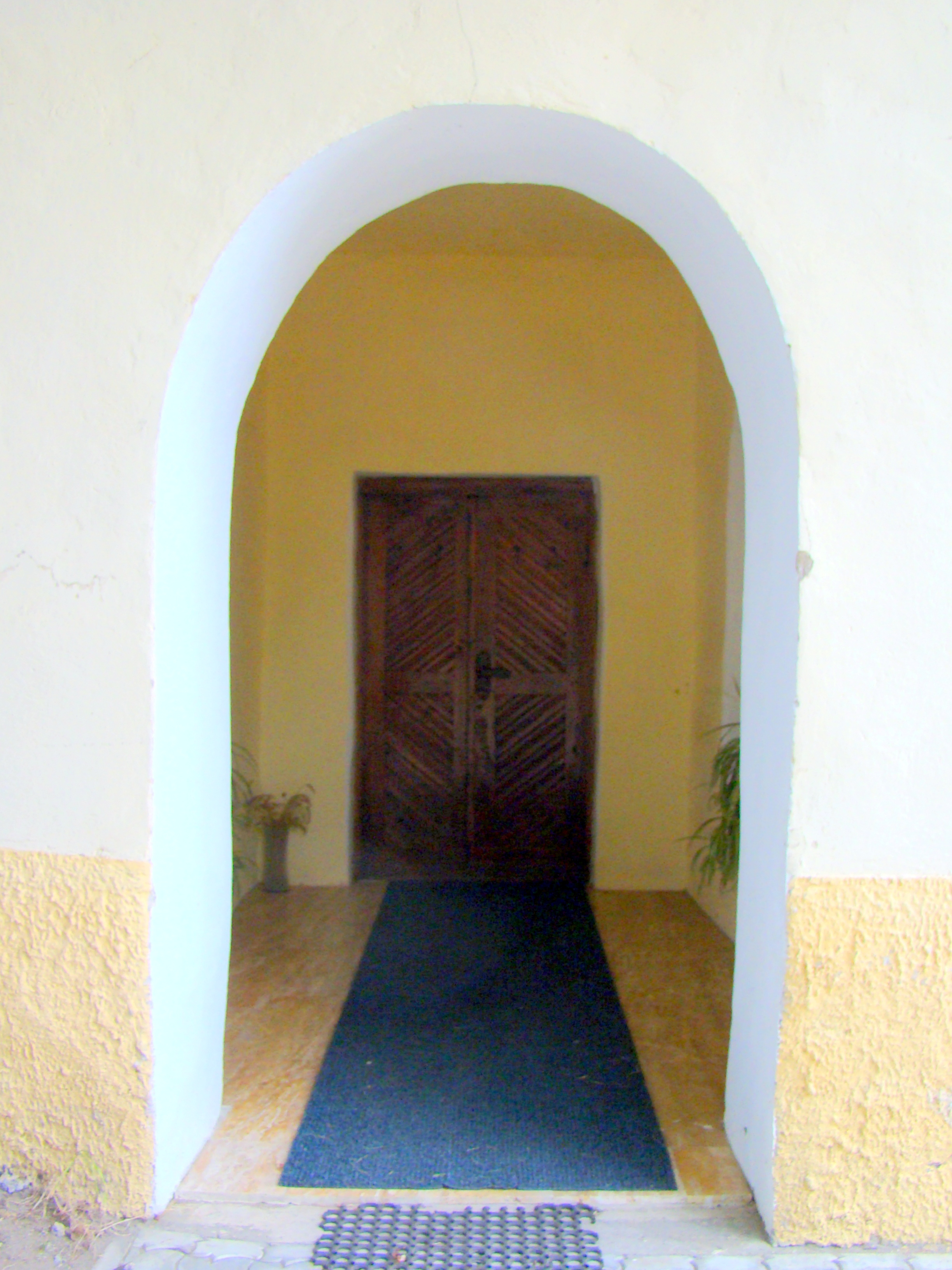
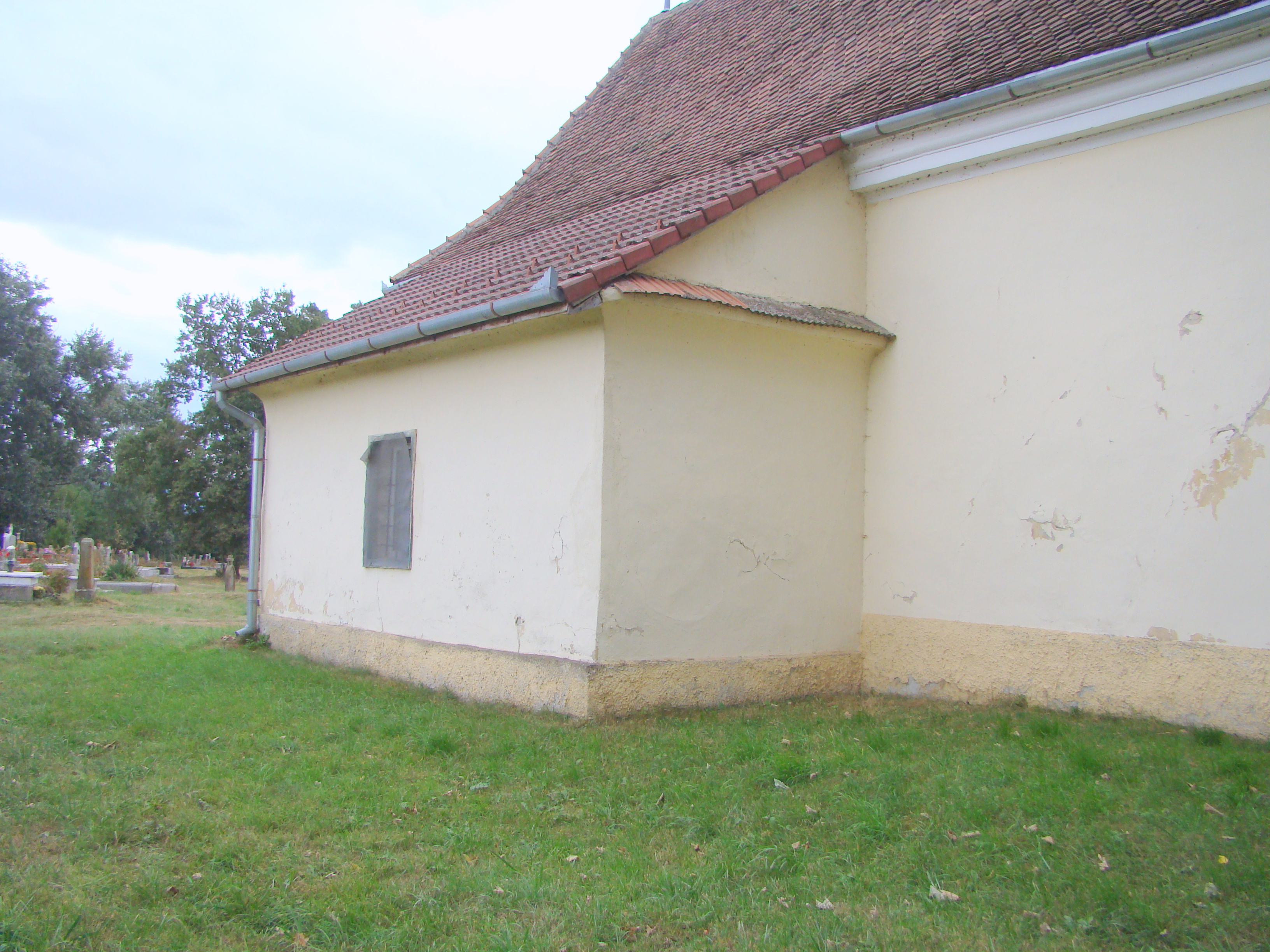
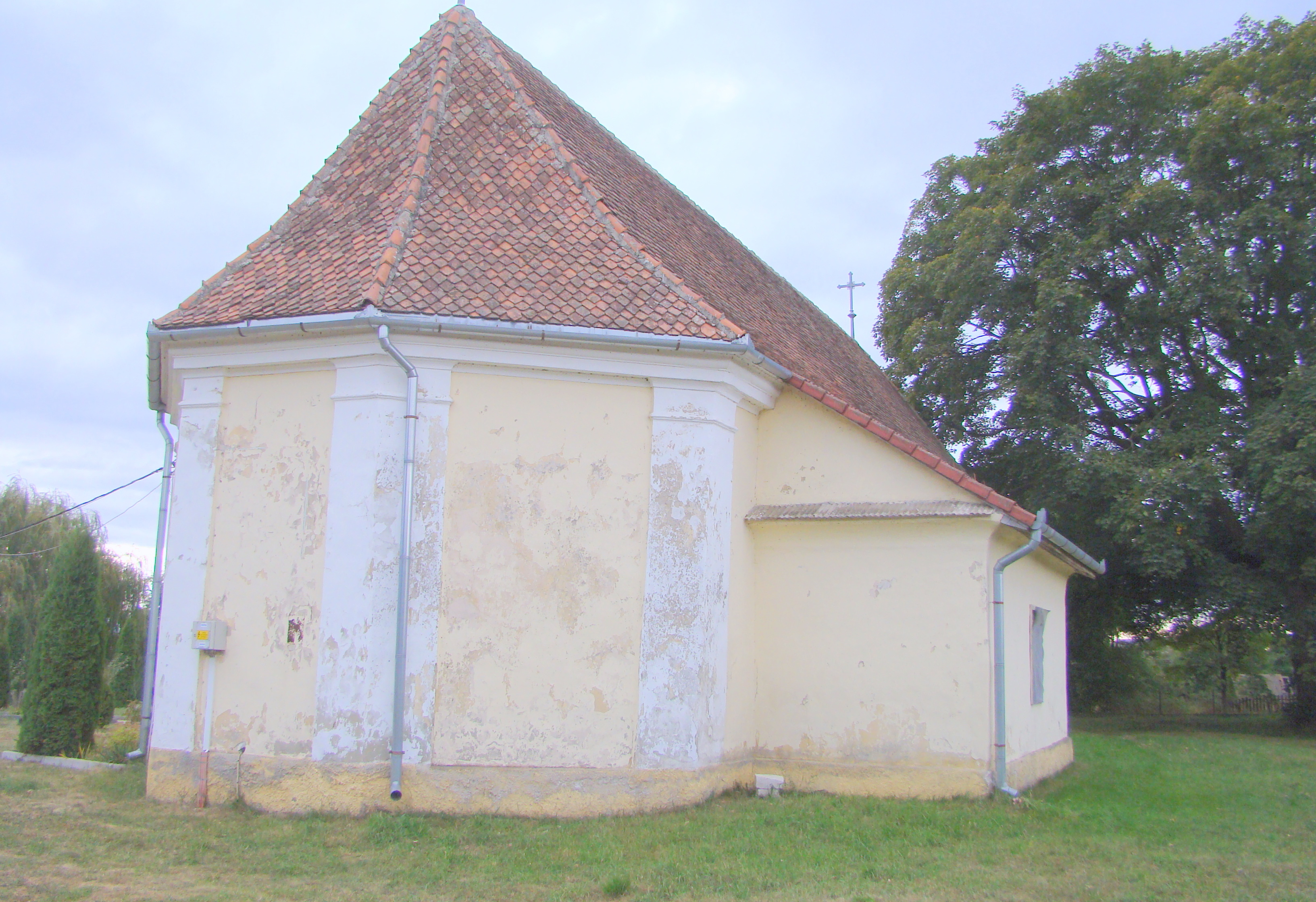
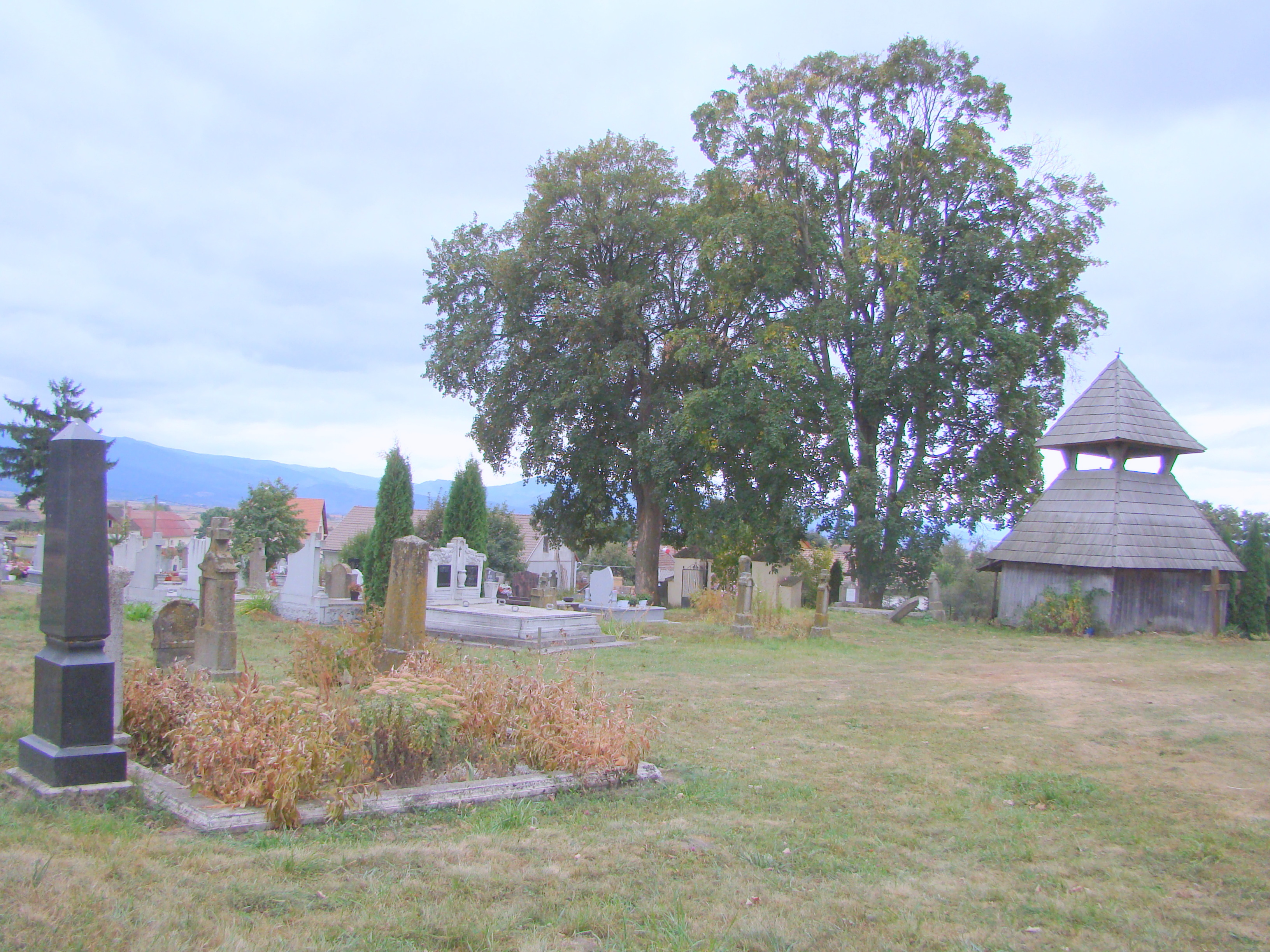
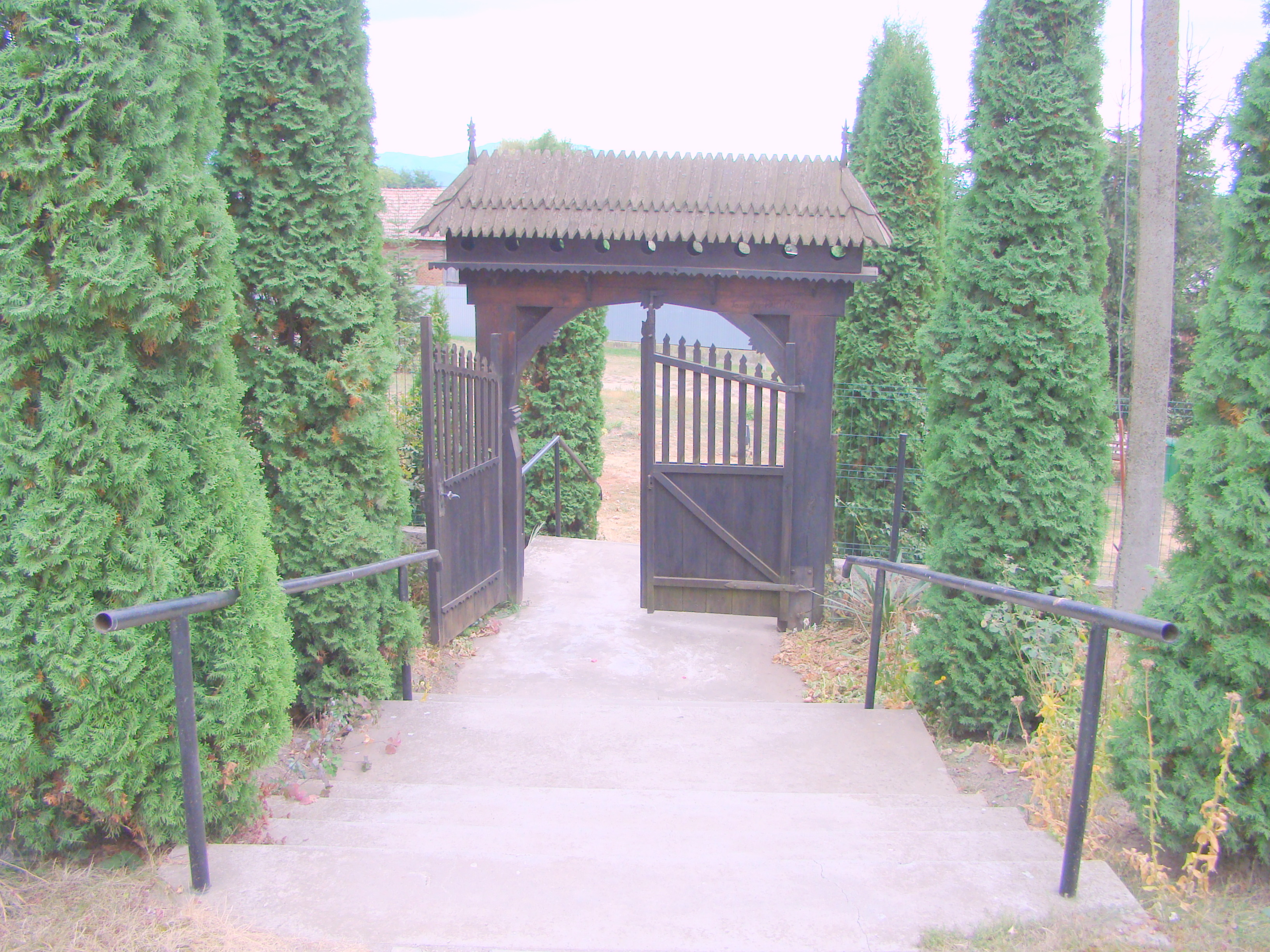
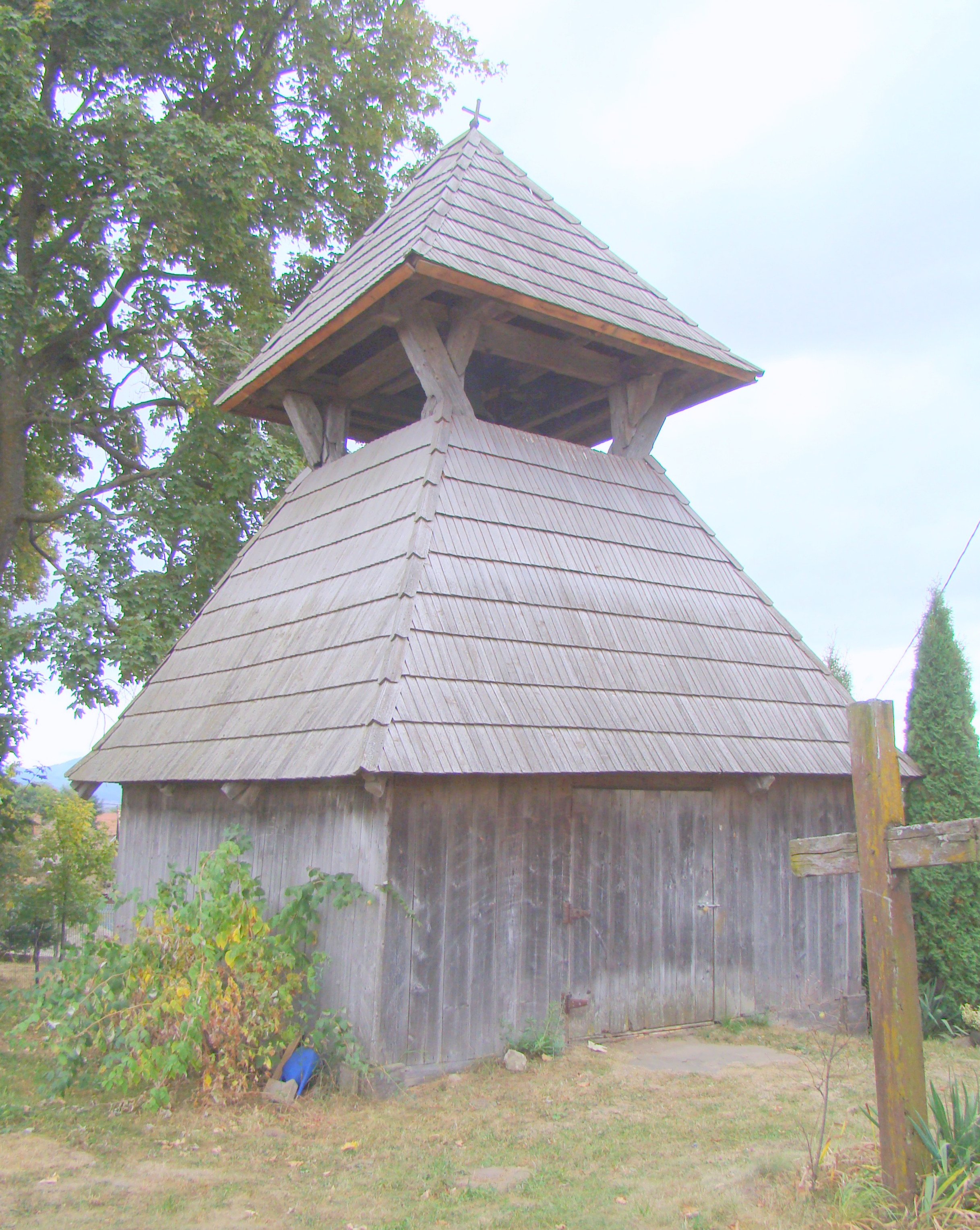
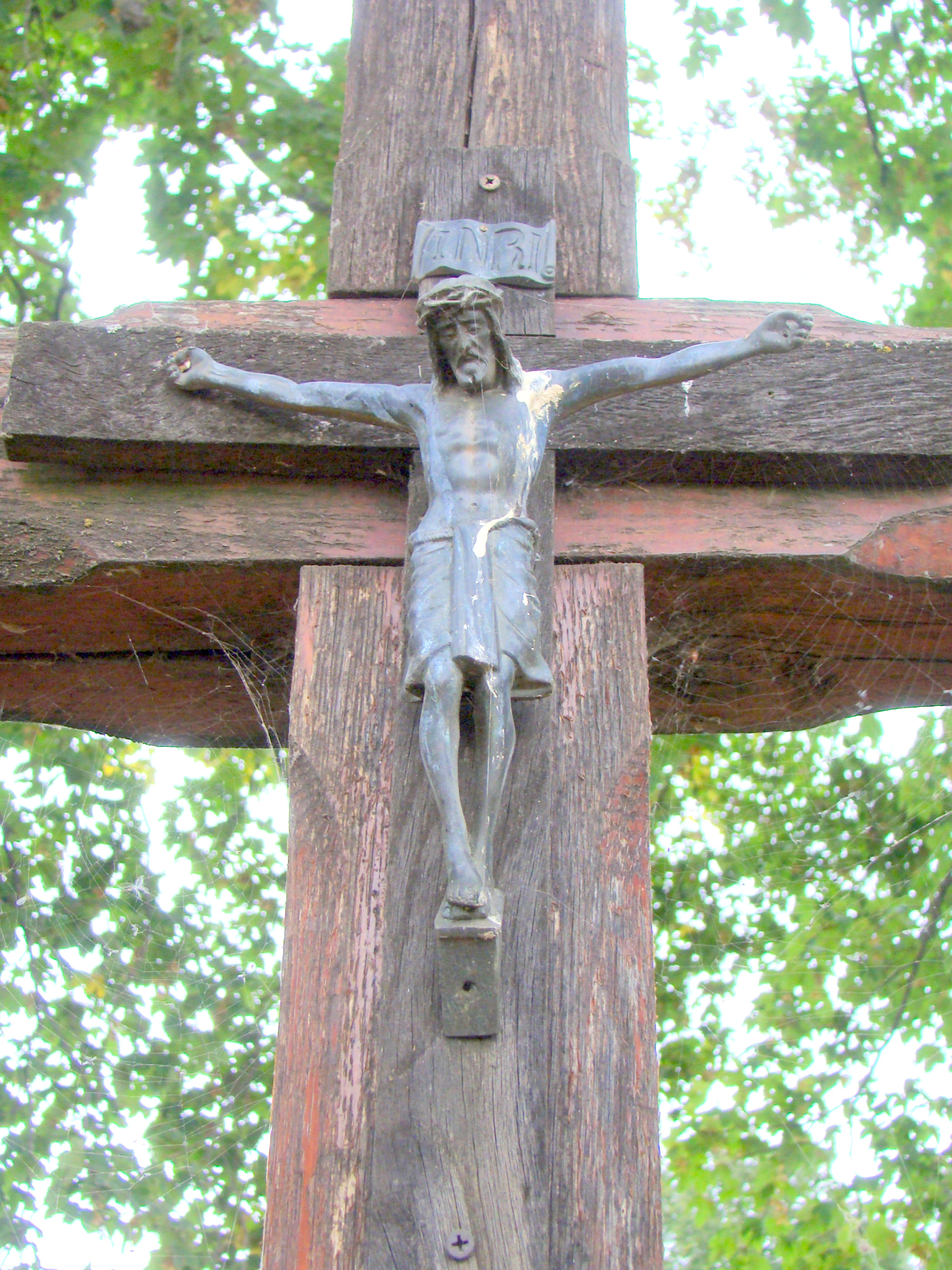
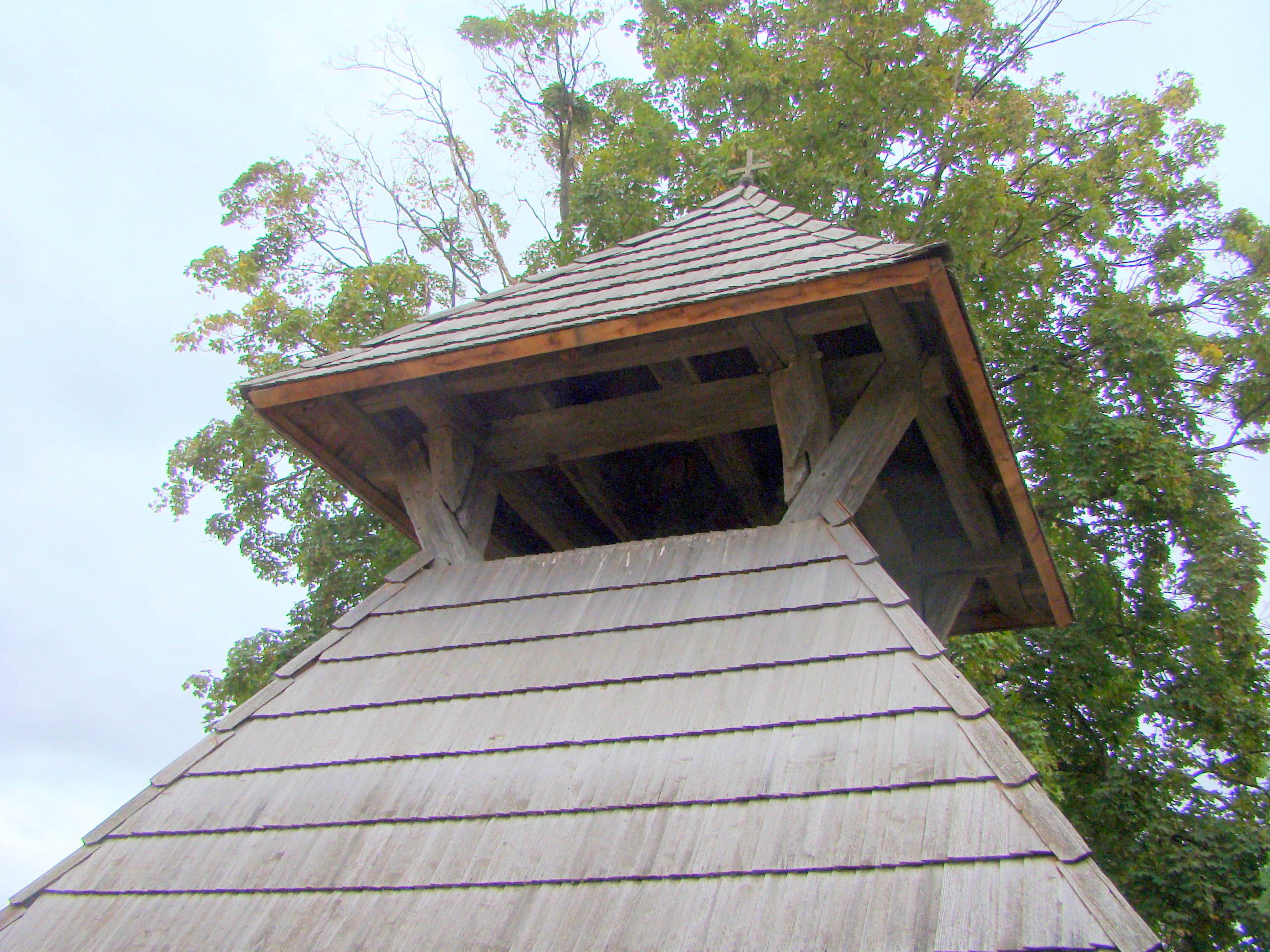
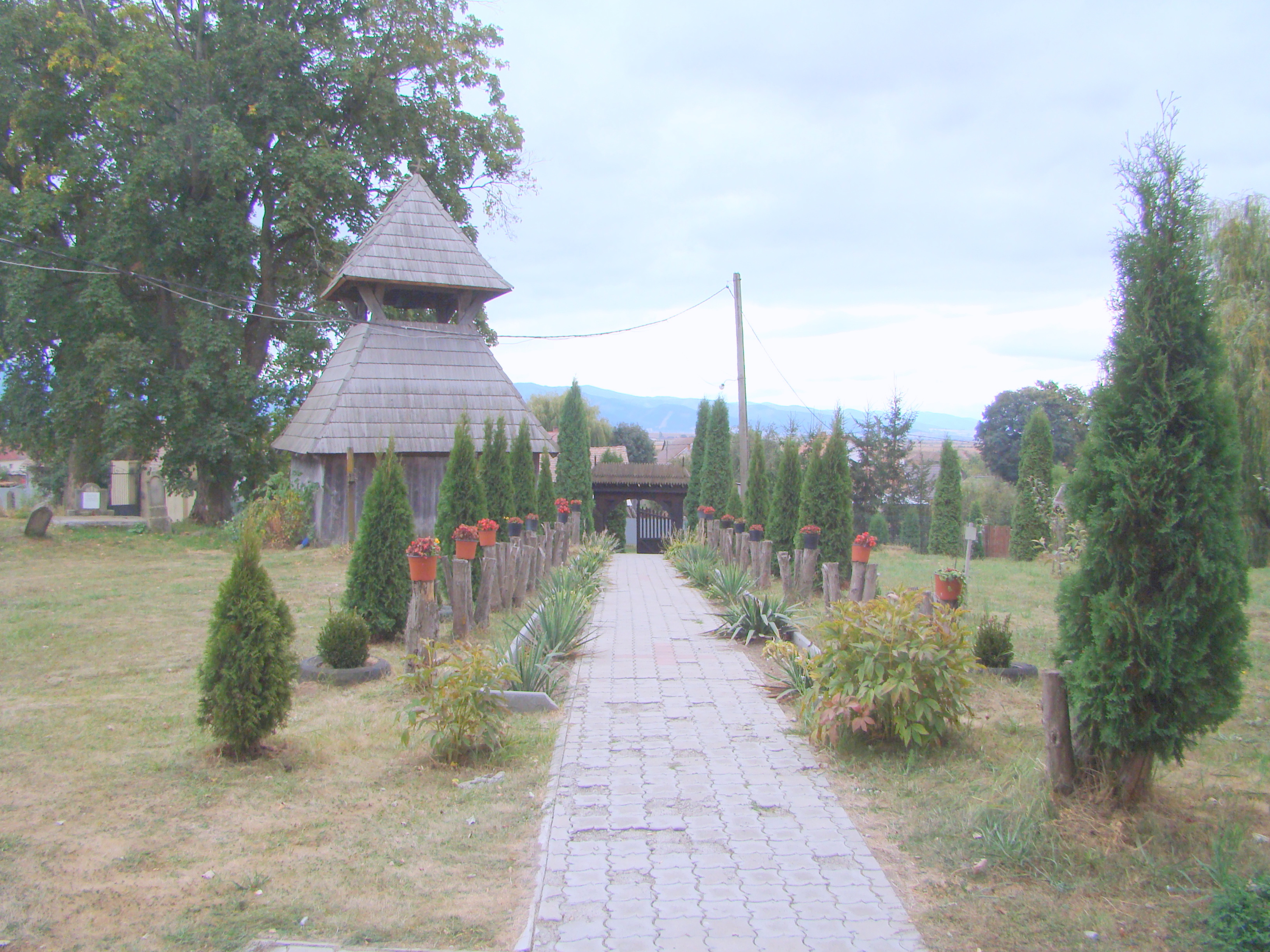
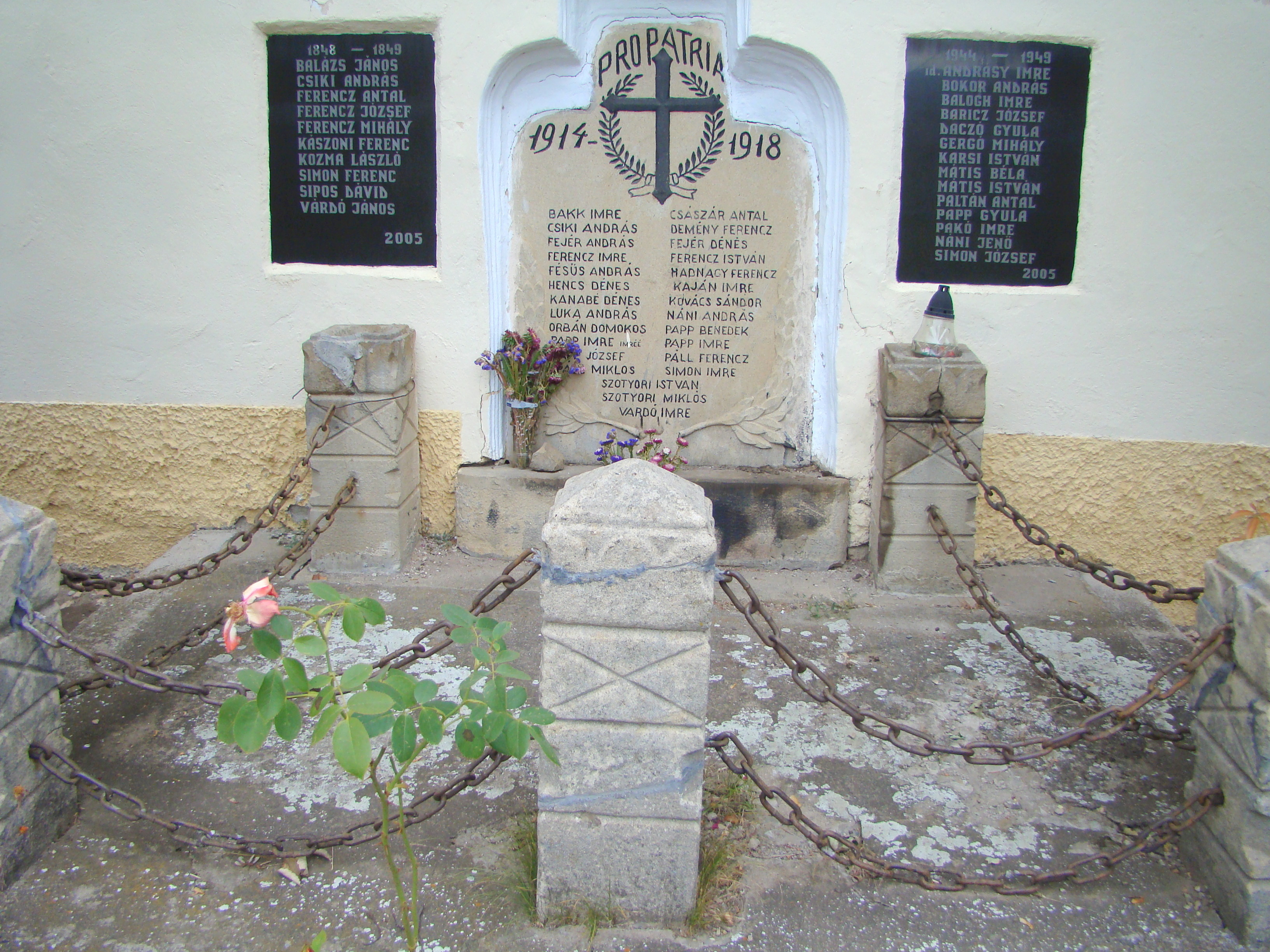
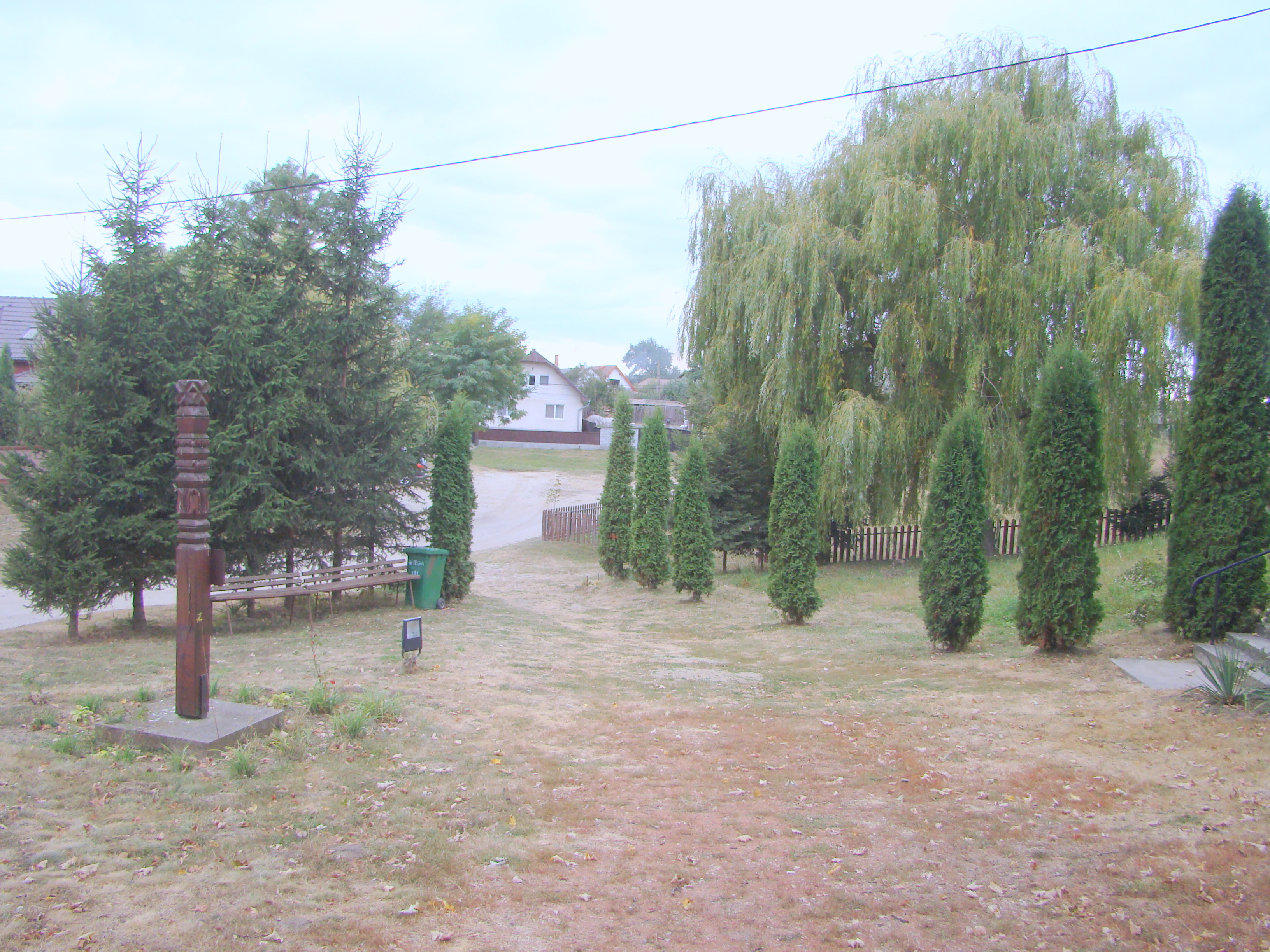
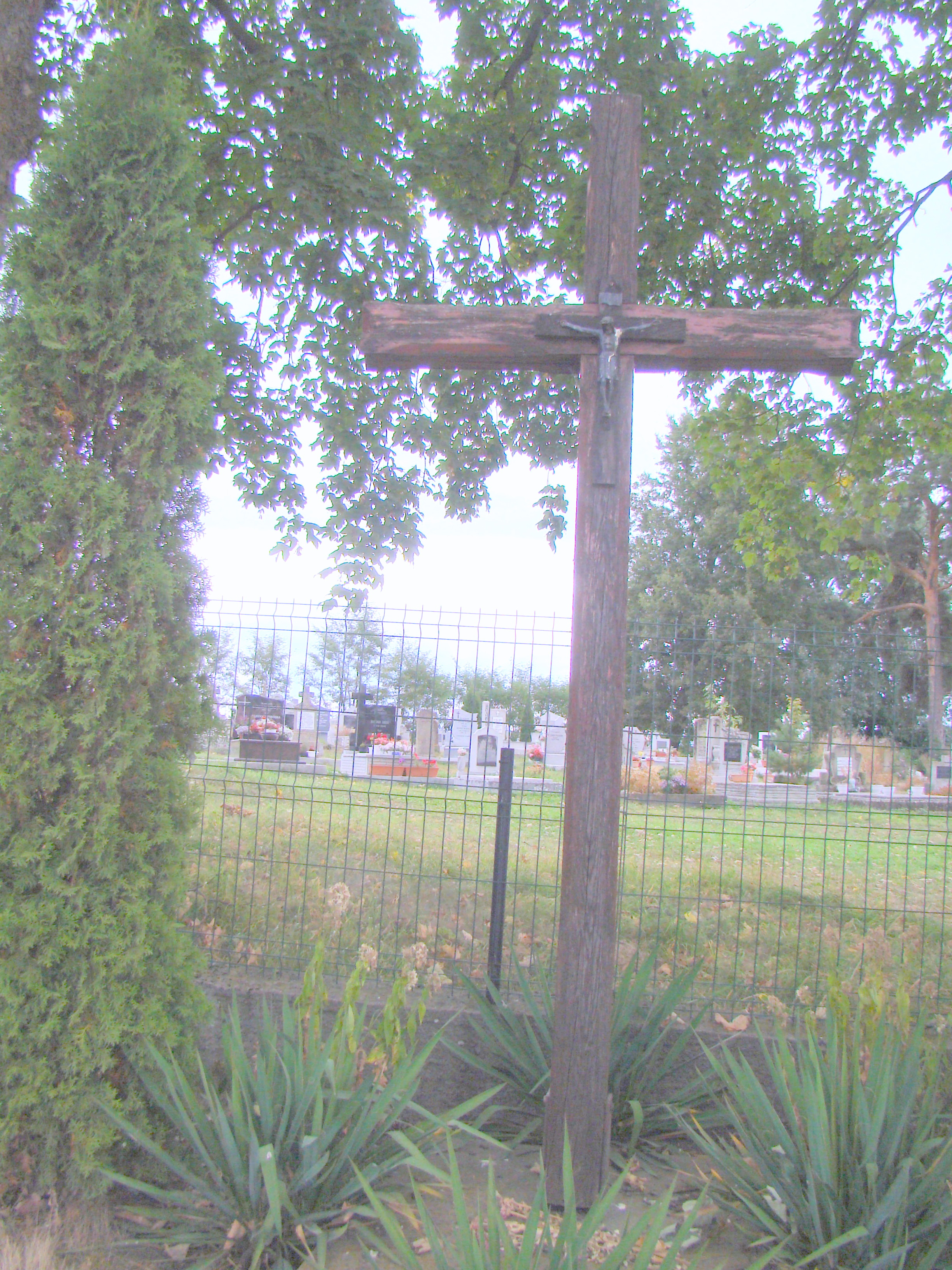

## Vezi și
- Hătuica, Covasna